# Tauern-Express
Der Tauern-Express war ein internationaler Fernzug, der von 1951 bis 1988 zwischen Ostende und verschiedenen Zielbahnhöfen in Jugoslawien verkehrte. Er führte zudem zeitweise Kurswagen bis nach Athen und Istanbul. In den 1950er Jahren stellte er eine der wichtigsten Fernverbindungen zwischen Deutschland sowie den Benelux-Staaten und Südosteuropa dar. Der Schlafwagenkurs von Ostende nach Athen war über mehrere Jahre der längste europäische Schlafwagenlauf.

## Geschichte

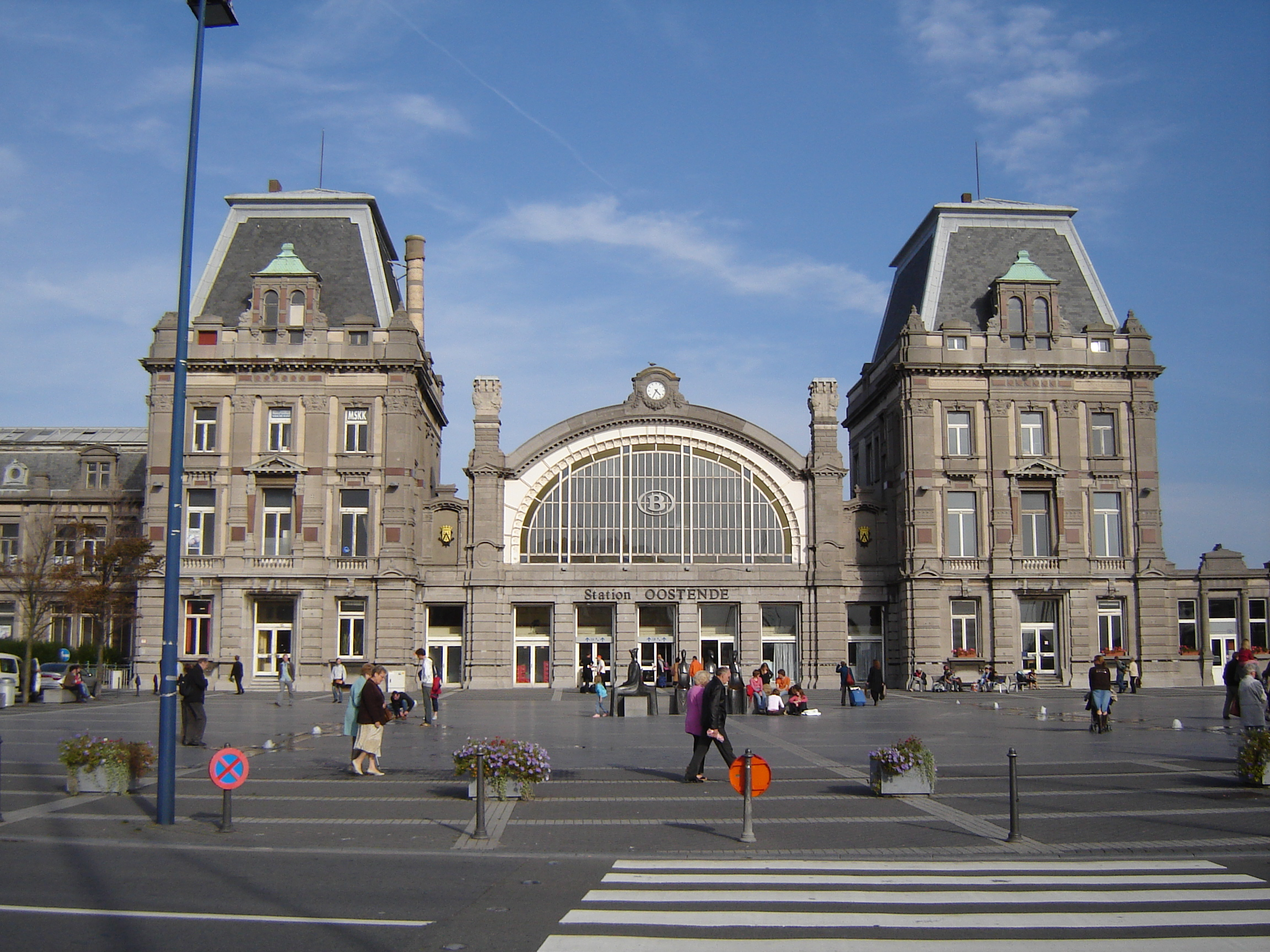
Der Bahnhof von Ostende, Ausgangspunkt des „Tauern-Express“

Die Errichtung des Eisernen Vorhangs nach dem Zweiten Weltkrieg hatte erhebliche Auswirkungen auf den internationalen Eisenbahnfernverkehr, der damals noch Hauptträger des Verkehrs, weit vor dem PKW und dem Flugzeug, war. An den Grenzbahnhöfen stiegen die Aufenthaltszeiten erheblich an, umfangreiche Pass- und Zollkontrollen sowie willkürliche Verhaftungen von Personal der CIWL und von Reisenden sorgten für einen erheblichen Nachfragerückgang im bislang eine der Hauptverbindungen zwischen Westeuropa und dem Balkan darstellenden Orient-Express. Einer Verlegung der bisherigen Führung über Bratislava auf eine direkte Führung von Wien nach Budapest, um wenigstens einen Grenzübergang zu sparen, widersetzte sich die tschechoslowakische Staatsbahn ČSD. Während der über Jugoslawien führende Simplon-Orient-Express für Reisende aus Frankreich eine gute Alternative darstellte, war dieser Zug für Fahrgäste aus den Benelux-Staaten und Deutschland mangels passender Anschlüsse nicht als Ausweichmöglichkeit geeignet. Auf der Europäischen Reisezugfahrplankonferenz 1950 in Amsterdam wurde daher für 1951 die Einführung eines neuen Zuglaufs von Ostende über Köln, Mannheim, Stuttgart, München und die Tauernbahn nach Ljubljana beschlossen. In Ljubljana erhielt der als Fernschnellzug geführte und nach der befahrenen Alpenbahn benannte FD 153/154 „Tauern-Expreß“ Anschluss zum und vom Simplon-Orient-Express. Zwischen Köln und München übernahm er die Fahrlage eines vor dem Krieg zwischen dem niederländischen Fährhafen Vlissingen und München über Köln und Stuttgart verkehrenden Schnellzugs. Die wichtige Verbindung zwischen London und Süddeutschland wurde damit auf die kürzere Fährstrecke nach Ostende verlagert.
Die Idee für eine durchgehende Verbindung von Westeuropa über die Tauernbahn bis nach Athen und Istanbul hatte der Stuttgarter „Fahrplan-Pastor“ Richard Ottmar bereits vor dem Krieg entwickelt und propagiert. Ottmar war neben seinem eigentlichen Beruf als evangelischer Theologe und Religionslehrer über Jahrzehnte als Fahrplanexperte für verschiedene Wirtschaftsverbände wie den DIHT tätig gewesen und hatte über seine guten Kontakte zur Bundesbahn den Vorschlag in die Europäische Reisezugfahrplankonferenz 1950 einbringen können. Die Tauernbahn besaß zuvor im internationalen Verkehr eine vergleichsweise geringe Bedeutung. 1939 verkehrten lediglich zwei Zugpaare von München nach Zagreb, mit Kurswagen an die jugoslawische Adriaküste und nach Belgrad. Ein einzelner Kurswagen lief bis nach Sofia.

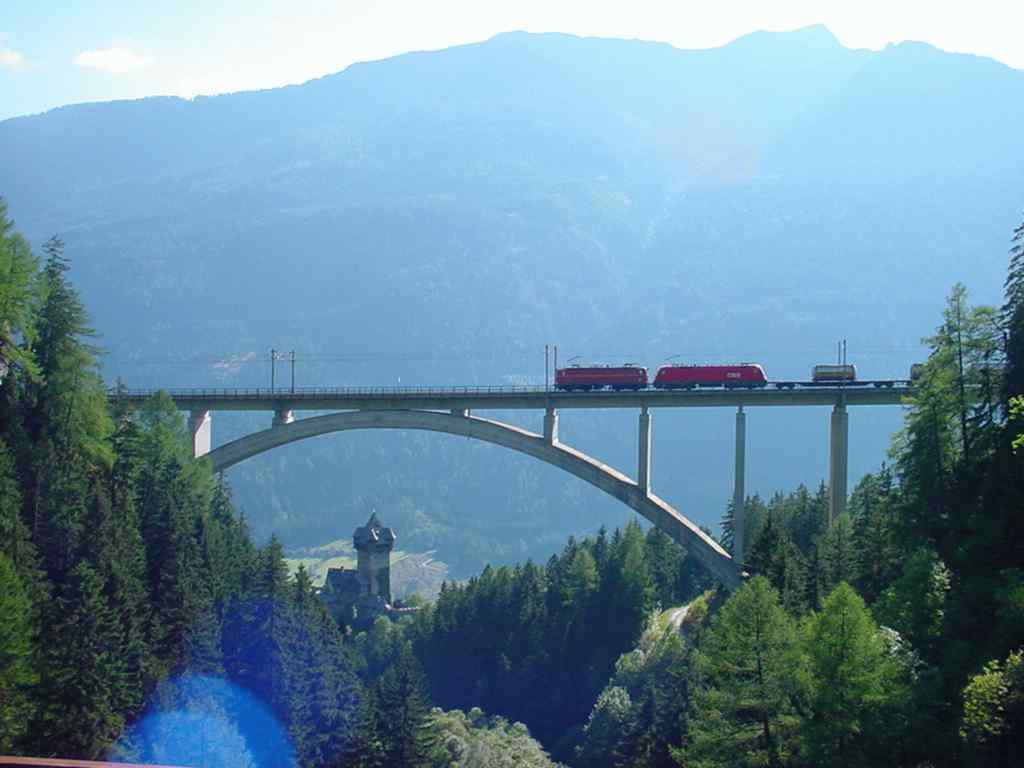
Die Falkensteinbrücke, eines der markantesten Bauwerke der Tauernbahn

Der Tauern-Express wurde sehr schnell ein großer Erfolg, nicht zuletzt durch die an der jugoslawischen Grenze weniger gefürchteten Grenzkontrollen, und musste in der Hauptsaison in zwei Zugteilen gefahren werden. Er entwickelte sich bald zu einem der renommiertesten, aber auch überfülltesten Züge Europas. Bereits 1953 wurde der Tauern-Express bis Belgrad verlängert, wo nicht nur Anschluss an den Simplon-Orient-Express bestand, sondern auch Kurswagen übergeben wurden. Neu waren Sitz- und Schlafwagen von Ostende nach Athen. Mit 3182 km Laufweg war dieser dreimal pro Woche verkehrende Kurs der seinerzeit längste Schlafwagenlauf in Europa. An den übrigen Wochentagen lief der Kurs nur bis Belgrad. Der Zug wurde zudem beschleunigt, womit Reisende aus Großbritannien eine spätere Fähre nach Ostende nehmen konnten. Zwischen Ostende und Köln führte der Zug auch Kurswagen nach Berlin und Kopenhagen. Weitere Kurswagen verkehrten von Ostende nach Graz sowie von Hamburg nach Belgrad. Ein Jahr später kam kurzzeitig ein Kurswagen nach Rijeka hinzu, der 1955 bereits an den Austria-Express abgegeben wurde. Auf dem Tagesabschnitt durch Süddeutschland und Österreich führte der Zug einen Speisewagen, den ab 1956 nicht mehr die DSG, sondern die CIWL stellte.
1956 wurde der bislang dreiklassige Tauern-Express im Zuge der europaweiten Klassenreform mit Abschaffung der 3. Klasse zu einem zweiklassigen Zug. Die Deutsche Bundesbahn führte ihn weiterhin als F-Zug, während die ÖBB ihn als „Ex“ einstufte. Ein Jahr später wurde der Zug um einen zweimal pro Woche verkehrenden Schlafwagen ausschließlich 1. Klasse von München nach Istanbul ergänzt.
Mit einer Umstrukturierung der Fahrplanlage des Simplon-Orient-Express war ab 1960 kein Anschluss nach Athen mehr möglich. Der Tauern-Express wurde daher bis Athen verlängert, die Kurswagen nach Istanbul wurden ab Belgrad gemeinsam mit den Wagen des Balt-Orient-Express geführt.

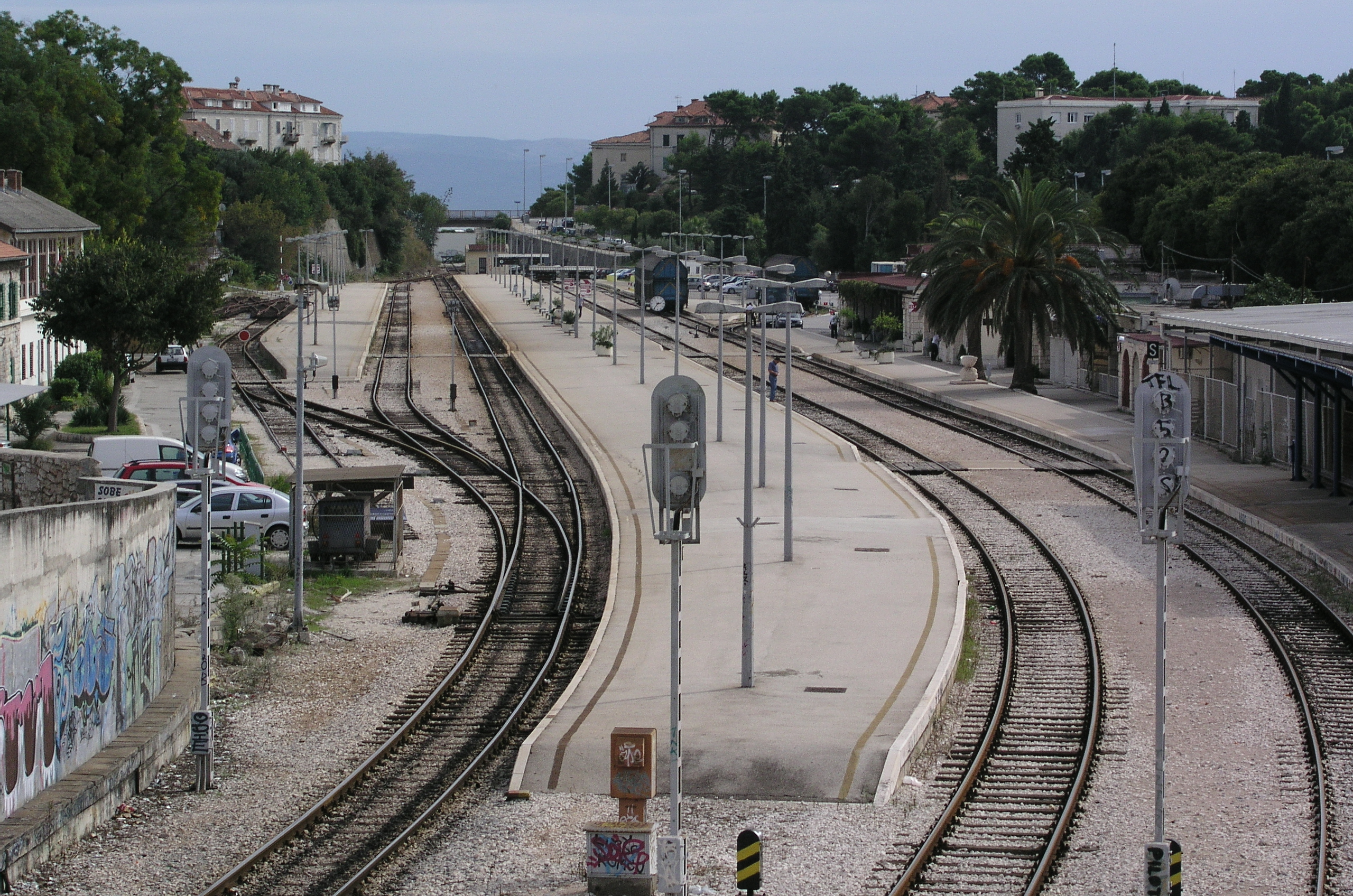
Der Bahnhof von Split, Ziel des „Tauern-Express“ zwischen 1967 und 1988

Zwei Jahre später verkürzten die beteiligten Bahnen den Tauern-Express allerdings bis nach Österreich, wo er den neuen Endbahnhof Klagenfurt erhielt. Zugleich wurde er zum Schnellzug herabgestuft und der Schlafwagenlauf von Ostende nach Athen eingestellt. Diese Verkürzung wurde drei Jahre später zumindest teilweise wieder rückgängig gemacht, ab Sommerfahrplan 1965 fuhr der Tauern-Express bis Zagreb. Für die Kurswagen nach Südosteuropa wurde als Ersatz der „Tauern-Orient“ ab München eingerichtet, der unter anderem Kurswagen nach Istanbul erhielt. Zwei Jahre später wurde der Zuglauf von Zagreb bis Split verlängert, womit der Tauern-Express erneut die Adria erreichte. Der Schlafwagen ab Ostende verkehrte allerdings dauerhaft nur mehr bis Salzburg, so dass der durchgehende Zuglauf mit zwei Nachtfahrten lediglich mit wenigen Sitzwagen bedient wurde. 1971 wurden in Westeuropa durchgängige Zugnummern eingeführt, der Tauern-Express verkehrte seither als D 218/219, lediglich in Jugoslawien behielt er noch bis 1974 die hergebrachte Buchstabenbezeichnung als Zug TB/BT. Weiterhin führte der Tauern-Express Kurswagen nach Hamburg, Graz und Klagenfurt. In den Folgejahren veränderte sich der Zuglauf nicht mehr nennenswert, abgesehen von wechselnden Kurswagenläufen und sich ändernden Zwischenbahnhöfen. 1986 verlor der Tauern-Express den Schlafwagen nach Hamburg und seinen Speisewagen. In den Jahren zuvor war der Zug schrittweise nach Ausbaumaßnahmen an der Tauernbahn und in Jugoslawien beschleunigt worden, allerdings führte dies dazu, dass er bereits zu einer für die Fahrgäste unangenehmen Zeit vor sechs Uhr morgens in Split ankam. 
Zum Sommerfahrplan 1988 wurde der Tauern-Express eingestellt. Seine Nachfolge trat ein namenloser D 218/219 zwischen Ostende und Salzburg an, der nur im Sommerhalbjahr sowie zu Weihnachten und Neujahr verkehrte. Im Winter fuhr der Zug nur bis Köln, mit Kurswagen bis München. Für den Verkehr nach Jugoslawien wurde ein neuer Saisonzug zwischen Stuttgart und Split eingeführt. Die Deutsche Bundesbahn begründete dies mit einer Anpassung an die Nachfrage. Tatsächlich hatte der Tauern-Express bereits in den 1970er Jahren seine Aufgabe einer direkten Verbindung zwischen den Benelux-Staaten und Österreich sowie Jugoslawien weitgehend verloren, eine Reisendenzählung zeigte, dass die weitaus meisten Fahrgäste aus Jugoslawien und Österreich Zielorte in Deutschland hatten, lediglich ca. 30 der über 700 Fahrgäste pro Tag im am stärksten nachgefragten Abschnitt zwischen Rosenheim und München fuhren aus Österreich oder Jugoslawien bis nach Belgien oder Großbritannien. Der D 218/219 wurde bereits drei Jahre später eingestellt, es verblieb eine Kurswagengruppe Ostende-München im D 224/225 Bayern-Austria-Nachtexpress, dem früheren Ostende-Wien-Express.

## Zugbildung und Lokomotiven

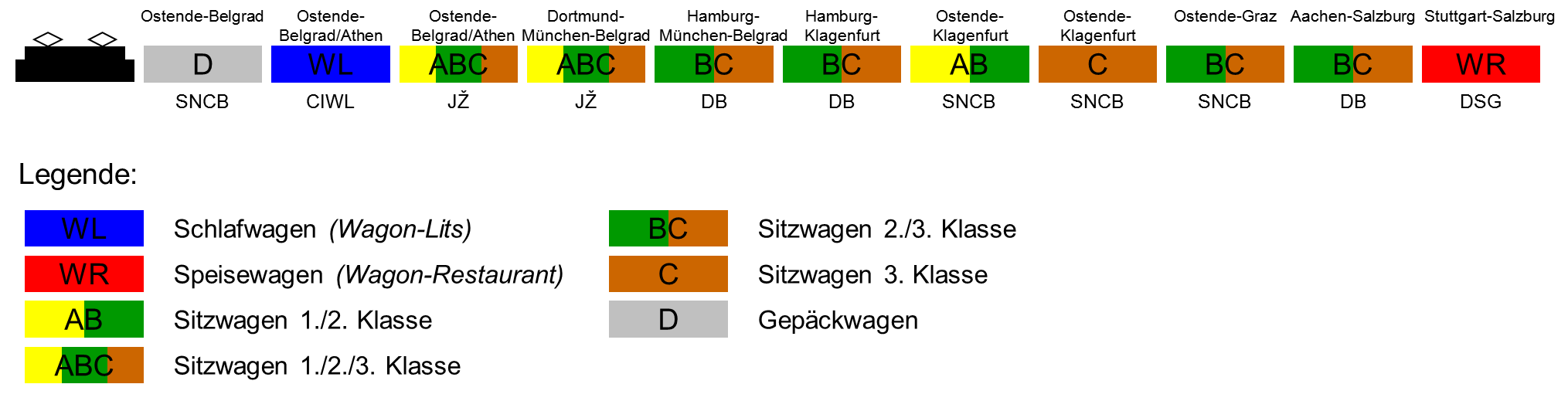
Zugbildung des F 154 „Tauern-Express“ im Sommerfahrplan 1954 zwischen München und Salzburg

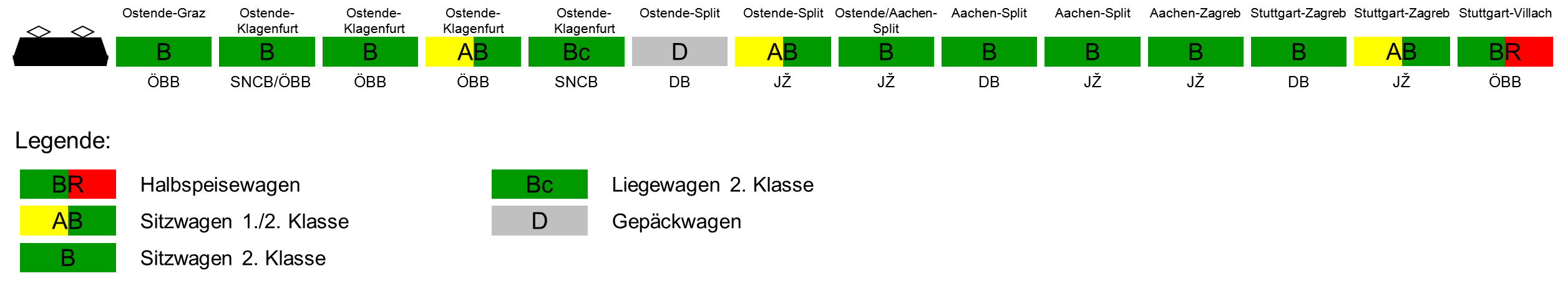
Zugbildung des Ex 90 „Tauern-Express“ im Sommerfahrplan 1969 zwischen Salzburg und Bischofshofen (an Wochenenden)

Wie die meisten internationalen Fernzüge der Nachkriegszeit hatte der Tauern-Express eine komplexe Zugbildung, bestehend aus verschiedenen Kurswagenläufen sowie Schlaf-, Liege-, Speise-, Gepäck- und Postwagen. Seine Zuggarnitur bestand aus Wagenmaterial der beteiligten Bahnverwaltungen SNCB/NMBS, DB, ÖBB und JŽ. Schlaf- und Speisewagen wurden von DSG und CIWL gestellt, ab 1969 wie bereits zuvor die Liegewagen nur mehr von den beiden Gesellschaften bewirtschaftet. 
Bis 1956 führte der Tauern-Express noch Wagen aller drei Klassen, danach nur mehr zwei. Zwischen den jeweiligen Endbahnhöfen des Zuges verkehrten allerdings nur wenige Wagen. So liefen bspw. 1954 lediglich drei Wagen durchgehend zwischen Ostende und Belgrad, obwohl der Zug aus bis zu 12 Wagen bestand. Auch 1969 waren bspw. im Abschnitt zwischen Salzburg und Bischofshofen nur drei der an Wochenenden eingesetzten 14 Wagen auf dem gesamten Laufweg von Ostende nach Split eingesetzt.
Bei Einführung des Tauern-Express setzten die beteiligten Bahnverwaltungen abseits der wenigen elektrifizierten Strecken noch ausschließlich Dampflokomotiven ein. Lediglich auf den bereits elektrifizierten Strecken in Süddeutschland und Österreich wurden Elektrolokomotiven vor den Zug gespannt. 
So setzte die DB 1955 nördlich von Bruchsal als damaligem Endpunkt des elektrischen Netzes ausschließlich Dampflokomotiven ein. Neben den Schnellzugbaureihen 01 und 03.10 kamen auch die Baureihe 39 und die selten vor Schnellzügen eingesetzte Baureihe 38.10 zum Einsatz. Südlich von Bruchsal fuhren Lokomotiven der Baureihen E 16, E 17 und E 18. Die belgische Staatsbahn SNCB/NMBS setzte bis 1955 zwischen Lüttich und Herbesthal oder Aachen noch gelegentlich ihre Pacifics der NMBS/SNCB-Reihe 1 ein, ab da ausschließlich die NMBS/SNCB-Reihe 29, eine 1'D-Lokomotive. Zwischen Ostende und Lüttich hing bereits der Fahrdraht. Die belgischen Dampflokomotiven vor dem „Tauern-Express“ wurden ab 1957 durch Diesellokomotiven der NMBS/SNCB-Reihe 201 und, da diese zu langsam waren, bald durch die SNCB/NMBS-Reihe 204 ersetzt. Der Lokwechsel im Grenzbahnhof Herbesthal entfiel in den nächsten Fahrplanjahren teilweise zugunsten des Durchlaufs der belgischen Dieselloks bis Köln.
Mit der fortschreitenden Elektrifizierung wurden die Dampflokomotiven bei der DB durch elektrische Lokomotiven ersetzt. Die belgischen Diesellokomotiven vor dem Tauern-Express wurden 1966 nach Elektrifizierung der Bahnstrecke Köln-Aachen durch die DB-Baureihe E 10 ersetzt, damit verkehrte der Tauern-Express von Ostende bis Jesenice elektrisch. Der Lokdurchlauf nach Köln wurde nach einigen Jahren mit Inbetriebnahme der belgischen Mehrsystemloks der SNCB/NMBS-Reihe 16 wieder aufgenommen. Die E 10 und die in Süddeutschland eingesetzten Vorkriegslokomotiven wurden schrittweise durch neuere Baureihen ersetzt, so bespannten bis 1988 unter anderem die DB-Baureihe 103 und die DB-Baureihe 111 ebenfalls abschnittsweise den Tauern-Express. Letztere Baureihe lief zeitweise auch über den österreichischen Abschnitt bis Jesenice, umgekehrt kam die ÖBB 1044 bis München.
In Österreich war die Strecke des Tauern-Express mit Ausnahme des kurzen Abschnitts von Villach bis zum jugoslawischen Grenzbahnhof Jesenice bereits seit 1950 vollständig elektrifiziert. Die ÖBB setzten vor dem Tauern-Express verschiedene Baureihen ein, unter anderem die ÖBB 1020. Diese wurden schrittweise von neueren Baureihen wie der ÖBB 1010 abgelöst. Zuletzt setzte die ÖBB bis 1988 die Baureihe 1044 ein. Auf dem kurzen Abschnitt der Karawankenbahn von Villach bis Jesenice kamen zunächst die Dampflokomotivbaureihen ÖBB 52, ÖBB 135 und ÖBB 258 zum Einsatz, ebenso die Diesellokomotiven der Reihe ÖBB 2045. Ab 1957 kam nach der Elektrifizierung zunächst die ÖBB 1245 vor dem Tauern-Express zu Schnellzugehren, bis die ÖBB nach einigen Jahren auf eine durchgehende Bespannung zwischen Salzburg und Jesenice umstellten. 
In Jugoslawien setzte die JŽ bis Ende der 1960er Jahre vor allem die Reihe 06, eine von Borsig 1930 gebaute 1'D1'-Einheitslokomotive, ein. Erst 1971 hing der Fahrdraht durchgehend zwischen Jesenice und Zagreb, auf dem Gleichstromabschnitt bis Dobova verkehrte vor dem Tauern-Express die JŽ-Baureihe 342, bis Zagreb dann die JŽ-Baureihe 441. Zwischen Zagreb und Belgrad war zu Dampfzeiten die Reihe 05 eingesetzt, die Elektrifizierung erlebte der Tauern-Express auf diesem Abschnitt nicht mehr. Auf dem ab 1967 vom Tauern-Express bedienten Abschnitt nach Split setzte die JŽ vorwiegend Diesellokomotiven amerikanischer Herkunft ein.